# (38767) 2000 RB7
2000 RB7 (asteroide 38767) é um asteroide da cintura principal. Possui uma excentricidade de 0.20190330 e uma inclinação de 3.73328º.
Este asteroide foi descoberto no dia 1 de setembro de 2000 por LINEAR em Socorro.